# Station Argyle Street
Argyle Street is een station van National Rail in het centrum van Glasgow in Schotland. Het station is eigendom van Network Rail en wordt beheerd door ScotRail. 